# Greenland Group Suzhou Center
Der Greenland Group Suzhou Center (chinesisch: 绿地集团苏州中心) ist ein Wolkenkratzer, der sich seit 2021 in Wujiang, Suzhou, Volksrepublik China, befindet. Er hat eine architektonische Höhe von 358 Metern.
Die Bauarbeiten begannen um 2014 und wurden im ersten Halbjahr 2021 abgeschlossen.